# Примипил

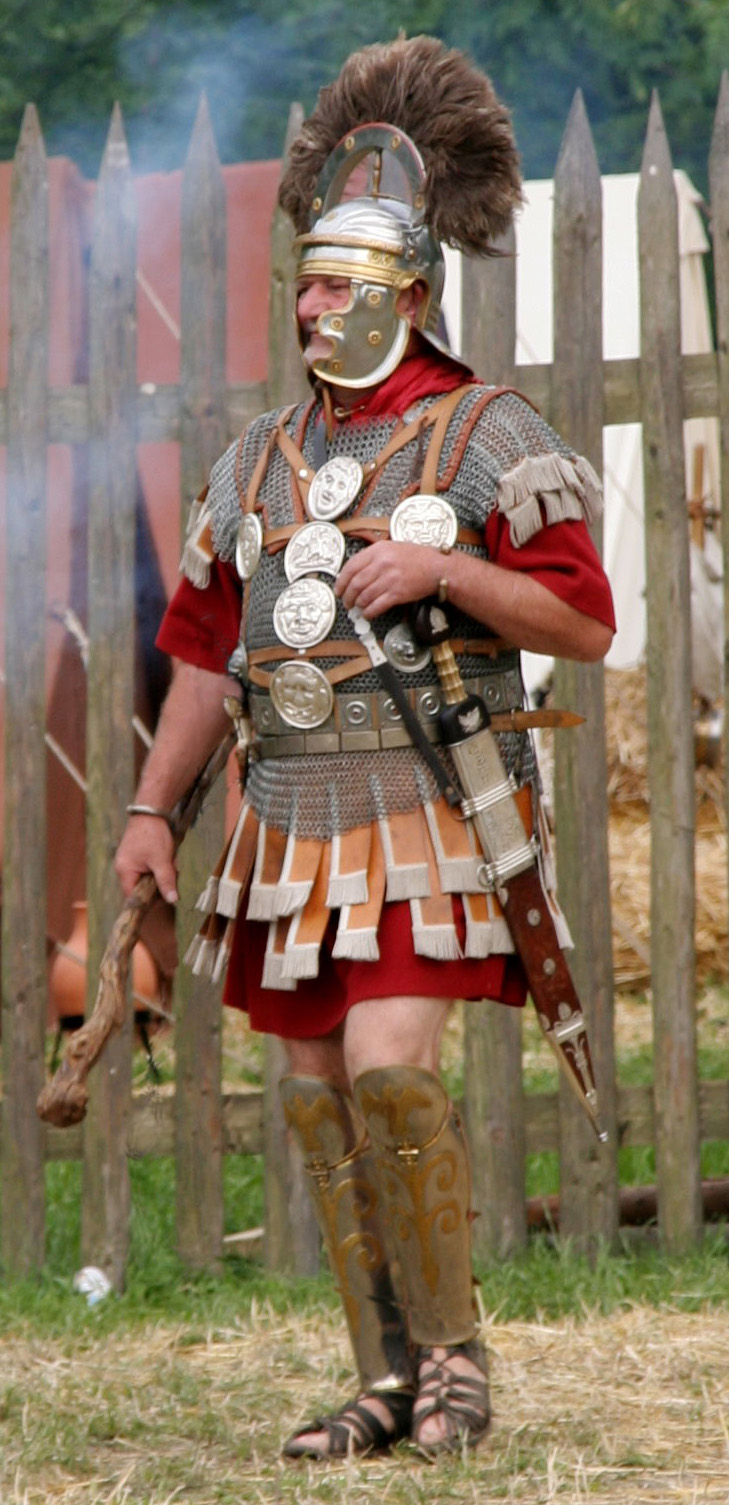
Реконструктор в роли примипила

Примипил (лат. primus pilus или primipilus — «первый пилуса») — самый высокий по рангу центурион легиона, стоявший во главе первой центурии первой когорты. В I—II веках мог дослужиться до всаднической должности, при доминате превратился в должность при продовольственном ведомстве.
Примипил по положению был помощником командира легиона. Ему была доверена охрана легионного орла; он давал сигнал к выступлению легиона и распоряжался подачей звуковых сигналов, касающихся всех когорт; на марше он находился во главе армии, в бою — на правом фланге в первом ряду. Его центурия насчитывала 400 отборных воинов, непосредственное командование которыми осуществляли несколько командиров низшего ранга. Для того чтобы дослужиться до примипила, следовало (при обычном порядке службы) пройти все центурионские ранги, и обычно этого статуса достигали после 20 и более лет службы, к 40-50 годам. В письме Плиния Младшего императору Траяну говорится о примипиле Нимфидии Лупе, ранее бывшем префектом вспомогательной когорты в легионе, где молодой Плиний проходил офицерскую службу; 30 лет спустя, став наместником Вифинии, Плиний назначил отставного примипила своим советником.
Примипил буквально означает «первый пилуса» (pilus — манипул триариев). Последнее слово похоже на pilum (пилум, метательное копьё), и из-за сходства слов термин иногда неправильно переводится как «центурион первого копья».